# Drosophila quadraria
Drosophila quadraria este o specie de muște din genul Drosophila, familia Drosophilidae, descrisă de Bock și Wheeler în anul 1972.
Este endemică în Taiwan. Conform Catalogue of Life specia Drosophila quadraria nu are subspecii cunoscute.